# Nya Fröken Sverige
Nya Fröken Sverige är en tävling som sedan 2006 avgör vem som får representera Sverige i skönhetstävlingen Miss Universum.
Panos Papadopoulos äger tävlingen och trots att han äger baddräktsmärket Panos Emporio har han avstått från baddräktdelen i tävlingen.
Panos Papadopoulos anser att den Nya Fröken Sverige ska vara en modern och fritänkande kvinna som inte behöver visa sig i baddräkt för att bevisa sig själv.
Fröknarna tävlar numera bara i aftonklänningsmoment, intervju och framförande på svenska och engelska. De som tar sig vidare från varje del av Sverige (Götaland, Svealand etc) får åka till finalveckan i Stockholm.
Regerande[när?] Fröken Sverige är Josephine Alhanko från Stockholm som lyckades nå Topp 20 i Miss Universum-tävlingen i Los Angeles i år. År 2007 kommer Fröken Sverige att avgöras i april.
TV-programmet "Vägen till Fröken Sverige 2006" visades 2006 på STAR-TV, som äger rättigheterna att visa Miss Universum och Fröken Sverige i Norden. Programmet visade rekryteringsprocessen i den nya Fröken Sverige.